# Karunguzhi
Karunguzhi é uma vila no distrito de Kancheepuram, no estado indiano de Tamil Nadu.

## Demografia
Segundo o censo de 2001,  Karunguzhi  tinha uma população de 11,265 habitantes. Os indivíduos do sexo masculino constituem 50% da população e os do sexo feminino 50%. Karunguzhi tem uma taxa de literacia de 68%, superior à média nacional de 59.5%: a literacia no sexo masculino é de 75% e no sexo feminino é de 61%. Em Karunguzhi, 12% da população está abaixo dos 6 anos de idade.